# Nakajima Ki-201
El Nakajima Ki-201 Karyū (火龍 "dragón ígneo"?) fue un proyecto de avión de combate japonés propulsado mediante motores de reacción, cancelado al fin de la Segunda Guerra Mundial. 

## Descripción
El Ki-201 tenía un gran parecido externo con el caza alemán Messerschmitt Me 262, sin ser una copia del mismo, dado que el tamaño del aparato japonés era un 10% mayor. Esta similitud de diseño la compartían también otros aviones, como el también japonés Nakajima J9Y o el primer Su-9 soviético, realizado ya tras la guerra. Todos ellos empleaban dos motores de flujo axial en góndolas suspendidas de las alas.
Nakajima, que ya se encontraba trabajando en un proyecto similar para la Armada Imperial Japonesa presentó el proyecto al Ejército Imperial Japonés, que lo autorizó. Sus estimaciones eran realizar pruebas de vuelo en diciembre de 1945, pero ningún prototipo estuvo listo antes del final de la guerra, cuatro meses antes, momento en que se canceló todo desarrollo.
El Ki-201 debía ser propulsado por dos turborreactores de flujo axial Ne-130 o Ne-230, de un rendimiento y dimensiones equivalentes, pero tampoco estuvieron listos antes del fin de la guerra.

## Especificaciones
Referencia datos: The Xplanes of Imperial Japanese Army & Navy 1924-45

### Características generales
- Tripulación: 1
- Longitud: 11,50 m
- Envergadura: 13,70 m
- Altura: 4,05 m
- Peso vacío: 4.465 kg
- Peso cargado: 6.969 kg
- Planta motriz: 2× turborreactores Ne-130 o Ne-230.
  - Empuje normal: 890 kg / 885 kg[1] de empuje cada uno.

### Rendimiento
- Velocidad máxima operativa (Vno): 980 km/h (estimada)
- Alcance: km
- Radio de acción: km
- Alcance en combate: km
- Alcance en ferry: km
- Techo de vuelo: 12 000 m (39 370 ft)

### Armamento
- Cañones:  Dos de 20 mm y dos de 30 mm

### Aeronaves similares
- Heinkel He 280
- Messerschmitt Me 262
- Nakajima J9Y
- Sukhoi Su-9

### Listas relacionadas
- Anexo:Aviones del Ejército Imperial Japonés